# Đuôi cụt bụng đỏ
Đuôi cụt bụng đỏ (tên khoa học: Pitta nympha) là một loài chim trong họ Pittidae.